# 格林國際控股
格林國際控股有限公司，簡稱格林國際控股（英語：Green International Holdings Limited，港交所：2700），前身為「合俊集團(控股)有限公司」，主要業務是在中國大陸樟木頭開設數家玩具工廠，以OEM方式生產美國買家的訂單。公司主席兼創辦人是胡錦斌，開曼群島註冊，前總部在新界上水彩發街晉科中心。前核數師羅兵咸永道會計師事務所在2008年辭職。
主席和總裁為黃文強。

## 清盤
2008年10月16日，合俊集團向香港高等法院申請清盤。其後法院委任李約翰及其聯屬有限公司之李約翰先生（John Lees）及吳宓先生（Mat Ng）為合俊集團及其主要附屬公司之臨時清盤人。

## 外部參考
- 合俊集團的2007年年報
- 2008年6月30日中期業績報告(未經審計)
- irasia.com/listco/hk/greeninternational （页面存档备份，存于）